# José-Alex Ikeng
José-Alex Ikeng (nascut el 30 de gener de 1988 en Bafia, Camerun) és un exfutbolista alemany, que jugava com a centrecampista. Té tant nacionalitat camerunesa com alemanya.